# Khurutshe
Khurutshe – wieś w Botswanie w dystrykcie Kgatleng. Według spisu ludności z 2011 roku wieś liczyła 130 mieszkańców.